# Zavār Deh
Zavār Deh (persiska: زوار ده) är en ort i Iran.   Den ligger i provinsen Mazandaran, i den norra delen av landet, 130 km nordost om huvudstaden Teheran. Zavār Deh ligger 101 meter över havet och antalet invånare är 591.
Terrängen runt Zavār Deh är platt norrut, men söderut är den kuperad. Terrängen runt Zavār Deh sluttar norrut. Runt Zavār Deh är det ganska tätbefolkat, med 192 invånare per kvadratkilometer. Närmaste större samhälle är Shīr Savār, 12,2 km norr om Zavār Deh. I omgivningarna runt Zavār Deh växer huvudsakligen savannskog.